# Proceso de fabricación de hierro HIsarna

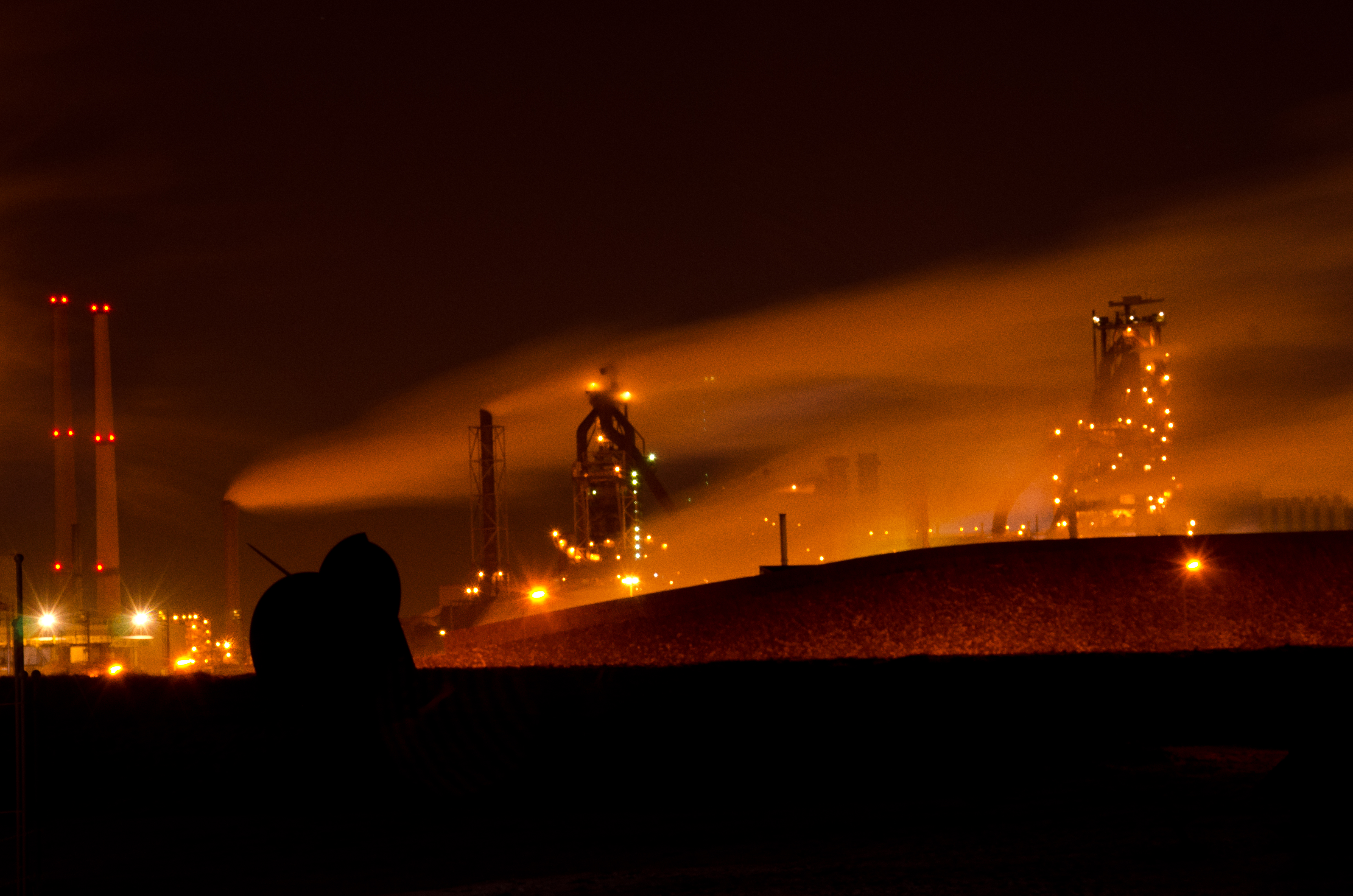
Acería de Tata Steel en Wijk aan Zee, Países Bajos

El proceso de fabricación de hierro HIsarna es un procedimiento siderúrgico de reducción directa, en el que el mineral de hierro se procesa casi directamente en forma de arrabio. Implica combinar dos unidades de proceso, el Horno Convertidor Ciclónico (CCF) para la fusión y reducción previa del mineral y un Recipiente de Reducción de Fundición (SRV) donde se lleva a cabo la etapa final de reducción a hierro líquido. El proceso no requiere la fabricación de aglomerados de la mena de hierro como gránulos o sinterizados, ni la producción de coque, que son necesarios cuando se obtiene arrabio en un alto horno. Sin estos pasos, el proceso HIsarna es más eficiente energéticamente y tiene una huella de carbono más baja que los procesos tradicionales de fabricación de hierro. En 2018, Tata Steel anunció que había demostrado que es posible reducir las emisiones de CO2 en más del 50 % con el procedimiento HIsarna, sin necesidad de tecnología de captura de carbono.
El proceso HIsarna se desarrolló en distintas etapas y con algunas pausas en las acerías de Koninklijke Hoogovens/Corus IJmuiden/Tata Steel IJmuiden, a partir de 1986. Las etapas finales fueron posibles gracias al consorcio denominado "Ultra-Low Carbon Dioxide Steelmaking" (Fabricación de Acero con Emisión de Dióxido de carbono Ultra Baja) (ULCOS) y la cooperación entre el antiguo Grupo Corus (ahora Tata Steel) y el Grupo Río Tinto, que contribuyeron con su tecnología HIsmelt (abreviatura de "fundición de alta intensidad") al diseño final de la instalación, lo que provocó el nombre HIsarna para el proceso ("HI" de "alta intensidad" y "sarna" de "Isarna", una palabra céltica que significa hierro).
HIsarna se considera uno de los desarrollos más prometedores en la reducción de las emisiones de CO2 de la industria del acero.

## Historia

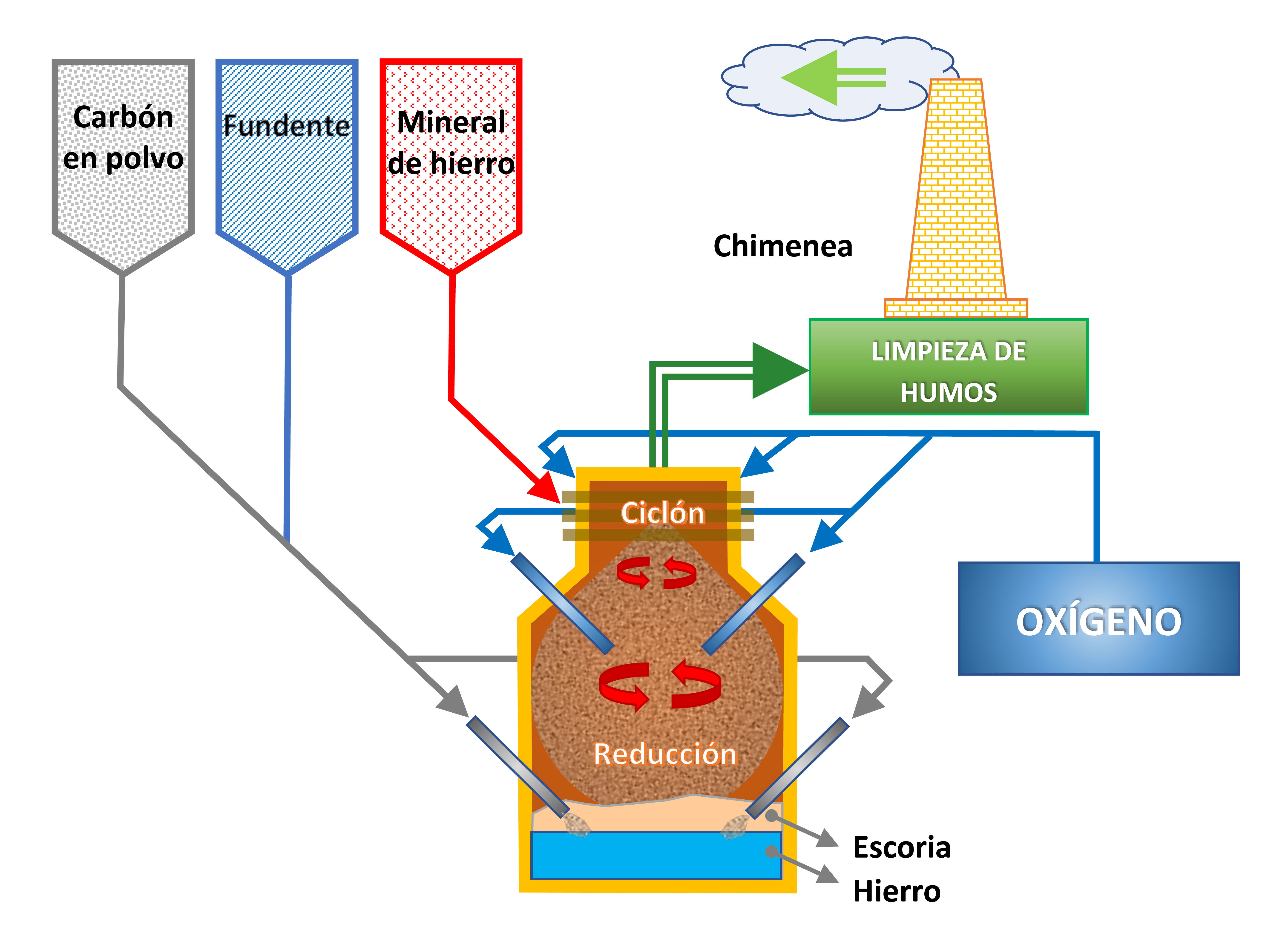
Esquema explicativo del funcionamiento de un horno HIsarna

Los primeros intentos de aplicar la tecnología de horno ciclónico en la reducción de mineral de hierro tuvieron lugar en la empresa de Países Bajos Koninklijke Hoogovens en la década de 1960. La tecnología de ciclones ya se había utilizado con éxito en diferentes procesos químicos industriales y los diseñadores de Hoogovens pensaron que podría ser una estrategia de mejora para su proceso. Sin embargo, en ese momento no pudieron hacer que funcionara correctamente y el experimento se abandonó rápidamente.
El primer renacimiento serio se produjo en 1986, cuando en Hoogovens se buscó un método para fabricar acero sin tener que producir aglomerados de mineral de hierro como gránulos y sinterizado. En ese momento, el deseo era principalmente una medida de reducción de costos para abaratar el proceso en tiempos económicos difíciles. Sin embargo, los tiempos difíciles no duraron y el proyecto quedó en un segundo plano hasta principios de la década de 1990.
Por aquel entonces, la disponibilidad de coque se estaba volviendo limitada debido a que muchas de las principales instalaciones que producían coques a partir del carbón en Occidente llegaban al final de su vida económica. Las fuertes restricciones ambientales hicieron que no fuera atractivo construir nuevas instalaciones, por lo que los productores de acero buscaron formas de reducir la necesidad de coque. Hoogovens comenzó a mostrar un mayor interés en la tecnología de ciclones como solución a este problema y una instalación de prueba demostró ser capaz de producir veinte toneladas de arrabio por hora. Sin embargo, el resto del proceso no funcionó muy bien, así que cuando los productores de acero se movieron masivamente para reemplazar parte del coque por inyección de carbón en polvo y China comenzó a producir coques en masa, el proyecto volvió a perder impulso. La fuerte caída de los precios de los productos básicos alrededor de 1999 hizo que el proyecto se detuviera.
Sin embargo, en 2004, la Unión Europea ejerció presión sobre la industria del acero para reducir su huella de carbono. Como resultado, se fundó el consorcio ULCOS y, en el período 2005–2007, la tecnología de ciclones fue seleccionada como una de las cuatro tecnologías de alto potencial. Se encontró una respuesta teórica a los problemas anteriores de la parte posterior al ciclón del horno ciclónico en forma de recipiente de reducción de fundición, y el Grupo Río Tinto tenía experiencia a escala industrial con el proceso requerido, llamado HIsmelt. Un acuerdo entre ellos y ULCOS añadió la tecnología HIsmelt al horno ciclónico y el resultado fue el proceso HIsarna. En 2017, Tata Steel obtuvo los derechos de propiedad intelectual del proceso de fundición de Río Tinto, y ahora posee la totalidad de los derechos de propiedad intelectual de HIsarna.

## Planta piloto
En 2010 se construyó la planta piloto de HIsarna en la acería IJmuiden propiedad de Tata Steel. La planta piloto tiene una capacidad de producción de 65.000 toneladas de arrabio al año. Una primera campaña de prueba se completó en la primavera de 2011, a la que siguieron otras tres campañas experimentales exitosas. La segunda y tercera campaña fueron cofinanciadas por el Fondo de Investigación del Carbón y el Acero (RFCS). La cuarta campaña finalizó en junio de 2014. La quinta campaña comenzó en otoño de 2017. Este proyecto está parcialmente financiado por el Programa Marco Política de investigación y desarrollo tecnológico de la Unión Europea de la UE, como parte de la segunda ronda de financiación de Industria Sostenible Baja en Carbono (SILC-II).

## Proceso
El método HIsarna es un proceso de reducción por fundición con dos etapas de proceso acopladas directamente en las que tiene lugar la producción de arrabio líquido.
Es una combinación de un Horno Convertidor Ciclónico (CCF) que se coloca sobre el Recipiente de Reducción de Fundición (SRV), formando un proceso continuo de un solo paso. La planta HIsarna tiene una forma similar a una botella de vino: una "botella" en la parte inferior y un "cuello" delgado en la parte superior. La geometría de este horno hace que se forme un ciclón en el cuello cuando el mineral de hierro triturado se inyecta en este ciclón junto con oxígeno (que se inyecta en la parte superior en lugar de en la parte inferior). La temperatura en el ciclón provoca una reacción de disociación, de manera que el carbón introducido inmediatamente después, reduce el mineral de hierro, transformándolo en hierro metálico.
Las gotitas de hierro fundido luego gotean por la pared del horno hasta el lugar donde el "cuello" se ensancha en la "botella". Aquí, las gotas caen de la pared a la escoria fundida, que se asienta sobre el baño de hierro líquido en el fondo del horno. Entre el ciclón y la capa de escoria, se inyecta oxígeno a través de lanzas enfriadas por agua para generar calor mediante la combustión parcial de los gases que se liberan del paso final de la reacción de reducción que tiene lugar en la escoria. El carbón en polvo se inyecta en la capa de escoria, nuevamente a través de lanzas enfriadas por agua. La reacción de reducción ahora continúa "normalmente" en el fondo del horno, con el mineral de hierro parcialmente reducido reduciéndose aún más a arrabio y separándose todo en dos capas fundidas (una capa superior de escoria y una capa inferior de arrabio fundido). Ambas capas se pueden extraer individualmente y el arrabio se puede usar inmediatamente en el resto del proceso básico de fabricación de acero con oxígeno.

## Ventajas
En un sentido técnico, la ventaja del proceso HIsarna es que elimina el paso de generar aglomerados de mineral de hierro y coque para crear una carga porosa para el alto horno. En el proceso tradicional no se puede utilizar solamente carbón en polvo, ya que se requiere la resistencia del coque para soportar la carga. En comparación, en HIsarna, la forma de polvo del carbón y el mineral son una ventaja porque el área superficial aumentada mejora la velocidad y la calidad de la reacción de reducción en el ciclón.
Sin embargo, sus principales ventajas derivan de las características mencionadas anteriormente: el hecho de que los pasos separados de creación de aglomerados de mineral y coques desaparezcan del proceso hacen que sea más eficiente energéticamente y reduce su huella de carbono. Esto hace que el proceso sea atractivo para los productores de acero, que están siendo presionados para hacer que sus procesos sean más amigables con el medio ambiente — particularmente en Europa, donde las reglamentaciones gubernamentales imponen cada vez más una sanción financiera a las altas emisiones de dióxido de carbono.
El proceso HIsarna utiliza un 20 % menos de energía y emite al menos un 20 % menos de CO2 por tonelada de acero en comparación con la producción convencional de arrabio. Otras ventajas ambientales incluyen una reducción significativa de otras emisiones como NOx, SOx y polvo fino. Se pueden lograr reducciones de emisiones de CO2 de más del 50 % reemplazando parte del carbón por biomasa sostenible y utilizando chatarra de acero en el proceso.
Además de los beneficios ambientales directos, HIsarna también ofrece beneficios económicos. El proceso es capaz de manejar minerales y carbones de bajo costo y tiene menores costos de inversión. El metal caliente producido en HIsarna también tiene ventajas para el proceso de fabricación de acero, ya que permite niveles más bajos de escoria y fósforo metálico en el convertidor con oxígeno o cargas de metal caliente más grandes en un horno de arco eléctrico.

## Desarrollo
Tata Steel también planea desarrollar el proceso de tal manera que pueda recuperarse el zinc, respaldado por las materias primas EIT, y el CO2 pueda capturarse para su uso o almacenamiento.
En noviembre de 2018, se anunció que se podría construir una instalación piloto de HIsarna a mayor escala en la planta de Tata Steel en Jamshedpur, India, pero que las instalaciones de IJmuiden seguirían siendo la ubicación potencial para los ensayos de una aplicación a escala industrial de la tecnología.